# Patrick Moerell
 (octobre 2018).
Patrick Moerell né le 13 avril 1951 à Paris et mort le 12 janvier 2003 à Tremblay-en-France, est un auteur de bande dessinée français.

## Biographie
Patrick Moerell commence sa carrière de dessinateur de bande dessinée au Québec, principalement dans le magazine Croc. Après avoir vécu quelques années de l'autre côté de l'Atlantique, il revient en France, où il entre en 1987, dans la rédaction du magazine Fluide glacial, où sera publié l'ensemble de ses œuvres, c'est-à-dire 5 albums. Après sa mort, alors qu'il préparait le sixième tome de sa série, il laissa un grand souvenir auprès de la rédaction du mensuel de Marcel Gotlib et de ses lecteurs, lui avec ses histoires absurdes dont il était le héros et sa soi-disant passion pour les poignées de porte.
Yves Frémion, un de ses collaborateurs de chez Fluide écrit à son sujet : « Son humour touchait souvent à l'absurde, mais un absurde ancré dans la vie quotidienne et ordinaire. Il en était lui-même le personnage principal, plongé dans des aventures invraisemblables, où il ne se donnait jamais le beau rôle. Cette autodérision, bien dans la ligne de l'humour gotlibien qui a fédéré le magazine, entraînait le lecteur dans un univers à la fois familier et délirant. Jamais agressif, mais toujours critique, Moerell utilisait un style réaliste, inhabituel dans ce magazine, pour mieux faire passer sa vision d'un monde incompréhensible mais dans lequel tout était possible. Au sein de Fluide glacial, où il était très présent, son sens de l'humour et de la fête faisait merveille, en particulier lors des fameux « bouclages » et des nombreux festivals auxquels il donnait de sa personne ».
Il meurt d'un hémorragie interne à l'âge de 51 ans. Le 21 janvier 2003, Fluide glacial paraissait avec la couverture que Patrick Moerell venait de réaliser quelques jours auparavant.

## Publications
- Plus de 140 récits complets de 4 à 7 pages dans Fluide glacial, 1987-2003.
- Albums chez AUDIE, coll. « Fluide glacial » :

1. Ou la cuisse ?, 1989.
2. Vise l'ampleur !, 1991.
3. Trot c'est trop !, 1992.
4. Noce à Moelle, 1999.
5. La boule à Zorro, 2002.
6. Oh, quel blocus !, 2003.